# Route nationale 4 (Maroc)
Pour les articles homonymes, voir N4 et Route nationale 4.
La route nationale 4, ou N4, est une route nationale marocaine, qui relie Kénitra à Figuig en passant par Sidi Yahya El Gharb, Sidi Slimane, Sidi Kacem, N'Zalat Bni Amar, Fès et Sefrou.

## Tronçon Kénitra - Sidi Yahya El Gharb
Le tronçon de la N4 entre Kénitra et Sidi Yahya El Gharb est aménagé sous la forme de 2x2 voies / voie express d'une distance totale de 19 km
- Échangeur entre N1 et N4 : Rabat / Salé / Larache / Tanger
- : Atlantic Free Zone
- : Sidi Yahya El Gharb
- Échangeur entre N4 et 411 : Mechraa Bel Ksiri / Ej Jemâa El Houdrane / Tiflet

## Tronçon Sidi Yahya El Gharb - Fès
Le tronçon de la N4 entre Sidi Yahya El Gharb et Fès est aménagé sous la forme d'une route 2x1 voies d'une distance totale de 150 km
- Sidi Yahya El Gharb
- Sidi Slimane
- Intersection avec 409 : Tihli / Khémisset
- Intersection avec 705 : Meknès
- Intersection et début de la 4260 : Oulad Frah
- Sidi Kacem
- Intersection et début de la 4550 : Zaouia
- Intersection avec la 4548 : Douar Laaouinatt
- Intersection avec N27 : Moulay Bousselham / Souk El Arbaa du Gharb / Meknès
- Intersection avec la 4548 : Zirara
- Zegota
- Intersection et tronc commun de 10 km avec la N13
- Intersection et début de la 7033 : Moulay Idriss Zerhoun
- Intersection et début de la 7049 : Skhirat
- N'zalat Bni Amar
- Intersection et début de la 7014 : Beni Ammar / Moulay Idriss Zerhoun
- Intersection et début de la 7053 : Ain Alilou Selfat (N13)
- Intersection et début de la 7063 : Sidi Abdellah El Khayat
- Intersection et début de la 5001 : Ouled Dlim Sebt Ouddaya
- Intersection et début de la 7008 : Moulay Moustapha El Hamdouchi
- Intersection et début de la 7071 : M'haya
- Intersection et début de la 7073 : M'haya
- Intersection avec la 5013 : Ouled Aid (5007) / Ain Cheggag
- Intersection et tronc de commun de 6 km avec la N6
- Fès

## Tronçon Fès - Séfrou
Le tronçon de la N4 entre Fès et Sefrou est aménagé sous la forme de 2x2 voies / voie express d'une distance totale de 40 km
Elle reprend l'ancienne 503 reliant les deux villes dont son dédoublement a été ouvert en 2008.
- Fès
- : Intersection et début de la 5007 : Moulay Yâacoub
- Échangeur entre N4 et N8 : Imouzzer Kandar / Ifrane
- Échangeur entre N4 et A2 : Meknès / Rabat / Oujda
- : Intersection avec la 5006 : Ain Chkef / Sidi Harazem
- Échangeur entre N4 et 714 : Bhalil / El Hajeb
- : Intersection avec la 5013 : Ouled Aid (5007) / Ain Cheggag
- Séfrou
- Échangeur entre N4 et 504 : Djebel Bouiblane

## Tronçon Séfrou - Figuig
Le tronçon de la N4 entre Séfrou et Figuig est aménagé sous la forme d'une route 2x1 voies d'une distance totale de 609 km
- Séfrou
- Intersection et début de la 5016 : Aït Said Ou Idder
- Intersection et début de la 707 : Ifrane / El Hajeb
- Boulemane
- Intersection avec la N29
- Intersection et tronc commun de 26 km avec la N15  entre Outat El Haj et Ain Oualid Boudali
- Intersection et tronc commun de 137 km avec la N19 jusqu'à Tendrara marquant la fin de la N19
- Tendrara
- Intersection et début tronc commun de 54 km avec la N17 : Oujda / Bouarfa
- Bouarfa
- Intersection et fin du tronc commun avec la N17 : Errachidia / Zagora
- Figuig
- Poste-frontière de Taghit